# Kraški teran
Teran je slovensko avtohtono rdeče vino. Pridelujejo ga na Krasu iz trte refošk. Teran je, tudi na ravni Evropske unije, zaščiten kot vino iz čiste sorte refošk, pridelane na Krasu. Zaradi kraške prsti ima značilen okus, v primerjavi z drugimi vini pa vsebuje velik odstotek mlečne kisline. Po nekaterih raziskavah deluje zdravilno za človeški organizem, kot antioksidant, kot sredstvo za zaviranje slabokrvnosti (vsebuje veliko železa), kot sredstvo za zaviranje arterioskleroze in sredstvo za zniževanje LDL holesterola v krvi (v barvilu).
Domovina kraškega terana, vina kraškega vinorodnega okoliša, leži med Tržaškim zalivom in Vipavsko dolino z nadmorsko višino okoli 300 m, ostrejšo klimo, ter terro rosso, bogato s silikati in železom. Vse to se odraža v polnosti, kislini in visokem ekstraktu kraškega terana. Je visokokakovostno suho vino, karminasto rdeče barve z veliko vsebnostjo mlečne kisline, ki je proizvod jabolčno mlečnega vrenja, ter z nizko stopnjo alkohola. Njegove odlike se kažejo tudi v izrazitem sadnem okusu, ki spominja na maline ali ribez, ter v visokem ekstraktu, polnosti in harmoniji. Zdravniki ga priporočajo bolnikom s premalo kisline, slabokrvnim in rekonvalescentom. Kislina blagodejno vpliva na prebavila in pospešuje tek. Postreže se ga h gurmanskim jedem, mesu na žaru, pršutu, divjačini in pikantnim sirom.
Teran je vino, ki se praviloma ne stara in ga je najbolje uporabljati v tekočem letu od proizvodnje dalje. Iz njega na Krasu izdelujejo tudi teranov liker.

## Sortiment vinske trte na Krasu
Vinorodni okoliš Kras je predvsem primeren za teran. Sorta trsa, iz katere pridobivamo teran, refošk, tu zaradi ugodnih podnebnih in talnih razmer doseže najustreznejšo stopnjo zrelosti, tako da dobimo sortno rdeče vino - kraški teran.

### Botanične značilnosti
- Bujnost: Je bujna sorta
- Vrh mladice: Svetlo zelen, zelo dlakav, robovi mladic listov so rdečkasti
- Enoletna rozga: Debela, elipsasta, bledo kostanjeva ali rjavo rdeča
- List: Velik, okroglast ali nekoliko izdolžen. Lice lista je gladko in zelene barve, spodnja stran pa je malo dlakava. Na jesen list pordeči od zunanje strani proti sredini.
- Listni pecelj: dolg a krajši od glavne žile, rdečkast in pri osnovi zadebeljen.
- Cvet: Morfološko in funkcionalno dvospolen ter ima pet dobro razvitih prašnikov.
- Vitice: močneje razvite in razvejane.
- Zalistniki: Se močno razvijejo.
- Grozd: Srednje velik do velik, širok, piramiden, pogosto razvejen, srednje zbit. grozdni pecelj je srednje dolg, močan in do vozla olesenel.
- Jagoda: okroglasta ali nekoliko idolžena, srednje debela do debela, temno modre barve, oikrita s poprhom.
- Kožica: Močna, trda, meso pod kožico je nekoliko obarvano
- Meso: temno zelenkasto, kiselkasto sladkega okusa, čvrsto in sočno.
- Pečke: Srednje velike, halaza je precej izražena

## Pogosteboleznirefoška
- Peronospora vinske trte: je glivična bolezen, ki se v različni jakosti redno pojavlja vsako leto v vinogradih kraške planote.
- Oidij vinske trte: je druga najpogostejša glivična bolezen, ki jo imenujemo tudi pepelasta plesen in je včasih nevarnejša od peronospore.
- Rdeči listni ožig: pojavlja se redkeje.
- Črna pegavost
- Siva grozdna plesen
- Viroze vinske trte: pojavljajo se v starejših vinogradih
- Kap vinske trte: večinoma so prizadeti vinogradi v najbolj rodnem obdobju, to je po 13. letu starosti.

Proti gljivičnim boleznim vinske trte se borimo s škropljenjem s fungicidi.

## Trgatev
Trgatev, če je le mogoče opravljamo v lepem vremenu. Grozdje trgamo takrat, ko je fiziološko zrelo in je stopnja sladkorja v grozdnih jagodah optimalna. Sorta refošk mora imeti v moštu vsaj 17 do 20 % sladkorja in 14 % kisline. Grozdje dozoreva v zadnji dekadi septembra oziroma v prvi polovici oktobra, kar je močno odvisno od vremenskih razmer.

## Kako pripravimo dober teran
Grozdje, iz katerega pripravljamo teran, mora biti popolnoma zdravo. Zaželeno je, da ga takoj predelamo, kajti le tako bomo ohranili večjo vsebnost barvnih snovi, ki so poleg sadnosti ena temeljnih značilnosti kraškega terana. Tudi žvepljanje je nujno, vendar ne uporabljamo visokih odmerkov, če je grozdje zdravo.

### Pri pripravi terana moramo upoštevati:
- za predelavo je primerno le zdravo in nepoškodovano grozdje
- čas maceracije naj bo čim krajši, da bodo vina gladka, elegantna
- med vrenjem klobuk čim večkrat potapljamo pod gladino mošta
- nujno je treba dodajati selekcionirane kvasovke, ker s tem skrajšamo čas predelave
- daljša maceracija ni priporočlijva, ker izlužena barva oksidira in obledi, zato lahko nastanejo napake in se pojavijo bolezni vina

## Pravna zaščita
Teran ni sorta grozdja, ampak ime vina, ki se na kraški planoti, tj. na Krasu, že stoletja prideluje iz sorte refošk. Ime teran je bilo v Sloveniji leta 2000 pravnoveljavno zaščiteno, 2006. pa je ta zaščita, ki je po pravu EU absolutna in trajna, postala tudi del evropskega pravnega reda. Hrvaška, ki takrat k temu ni imela pripomb, je leta 2010 svojo trto refošk, iz katere pridelujejo vino istrijanac, najprej preimenovala v trto teran, potem pa od evropske komisije na tej podlagi zahtevala, da za istrijanca in podobna istrska vina v vsej EU tudi njenim vinarjem dovoli uporabo imena teran.